# Neochromadora notocraspedota
Neochromadora notocraspedota is een rondwormensoort uit de familie van de Chromadoridae. De wetenschappelijke naam van de soort is voor het eerst geldig gepubliceerd in 1958 door Allgén.